# 鄭一鵬 (正德進士)
鄭一鵬（1496年—1554年），字九萬，號抑齋，福建興化府莆田縣人，民籍，明朝政治人物。

## 生平
正德八年（1513年）癸酉科福建鄉試第四十四名舉人，十六年（1521年）中式辛巳科會試第五十二名，二甲第六名進士。改翰林院庶吉士，嘉靖元年（1522年）授戶科給事中，以敢言聞名，三年（1524年）升吏科左給事中，七月大禮議期間，參與左順門哭諫，被廷杖三十。明世宗好方士，日費鉅萬，一日鄭一鵬奏稱：“臣巡視光祿，見一齋醮蔬食，為錢萬有八千”“況今天災頻降，京師道殣相望，邊境戍卒日夜荷戈，不得飽食，而為僧道靡費至此”，六年（1527年）因李福達案再遭廷杖，削籍歸。家居二十六年，三十三年（1554年）卒，享年五十九。隆慶初贈光祿寺卿。

## 家族
曾祖鄭興宗，教授；祖父鄭遷善，教授；父鄭麟。母李氏。重慶下。子鄭應齡，嘉靖三十七年舉人。